# Wallichia
Genre
Classification phylogénétique
Espèces de rang inférieur
- Wallichia disticha

Wallichia est un genre de plantes de la famille des Arécacées (palmiers) que l'on trouve à l'est de l'Himalaya et dans le sud de la Chine. Il comporte les espèces suivantes :
- Wallichia disticha

## Classification
- Famille des Arecaceae
  - Sous-famille des Coryphoideae
    - Tribu des Caryoteae [1]